# Горностаєве хутро (геральдика)

Горноста́й (лат. erminea, давньофр. hermine) — тинктура у геральдиці. Належить до класу геральдичних хутр.    

## Особливості
У геральдичній літературі іменується також: гермелін, ермелін.
Найчастіше використовувалося натуральне горностаєве хутро. Звичай прийшов у Середньовіччя і до геральдики від древніх германців, чиї бойові щити покривалися хутром. З хутра досить легко можна було вирізати ту або іншу фігуру, яка й прибивалася потім до щита цвяхами. Рідкісні хутра, як-от горностай, стали атрибутом розкоші та влади, горностай вживався для підбиття мантій владарів, герцогів, князів, суддів та інших владних осіб.

## Рискування і колірне зображення
Графічно в чорно-білому варіанті найчастіше позначається у вигляді срібного або білого поля (іноді з текстурою хутра), усіяного чорними хвостиками, форма яких варіюється. Переважним варіантом є «хвостик» — хрестик, подібний до знаку жирової масті, нижня гілка якого подовжена і, розширюючись, розділяється на три кінчики. Звичайно хвостики розташовуються у 6 рядів, по 3 і 4 хвостики в ряд.
Іноді чорні кінці хвостиків малювалися такими, що виходять із плямочки, частіше за весь жовтий колір. Це виникає від реального забарвлення хвоста горностая вище чорного кінця.
Горностаєве хутро може зображатися в різних колірних поєднаннях: ermine — біла область з чорними хвостиками; ermines — чорна область з білими хвостиками (протигорностай); erminois — золота область з чорними хвостиками; pean (шкіра) — зображуваний чорною областю із золотими цятками. Є також «Gules ermined argent» — червона область з білими хвостиками.

Ermines (Counter - ermine)
Erminois
Pean
Gules ermined argent

## Символіка
Горностай у геральдиці традиційно слугує символом чистоти і влади. У старих геральдичних описах про горностая сказане таке: «Це маленьке звірятко настільки охайне, що краще дасть себе впіймати, аніж перейде через мокре і нечисте місце, аби не забруднити свого гарненького хутра».